# Chandni
Chandni (Hindi: चांदनी, italiano: Luce della luna) è un film indiano del 1989 diretto da Yash Chopra e con protagonisti Sridevi, Rishi Kapoor and Vinod Khanna. Chandni è stato un notevole successo commerciale nel 1989, ed è stato uno dei maggiori incassi in India dell'anno, ed ha vinto il National Film Award come miglior film popolare dell'anno.